# Motorový vůz 805.9
Motorové vozy řady 805.9 (dopravce používá Kryšpínovo označení, řadu M 27.0) jsou úzkorozchodné motorové vozy. Byly vyrobeny mezi lety 1984 a 1986 vagónkou 23. August (dnes FAUR) v Bukurešti a byly původně dodány pro polské dráhy, jež je provozovaly jako řadu MBxd2. V letech 2005 a 2006 zakoupily čtyři kusy Jindřichohradecké místní dráhy (JHMD), Drážní úřad je označil řadou 805.9.

## Konstrukce
Vozová skříň je usazena na dvou dvounápravových podvozcích, z nichž jeden je hnací. Přeplňovaný motor TEDOM, jímž byl nahrazen původní atmosférický Rába-MAN, se nachází pod podlahou vozu. Nápravy pohání hydromechanická převodovka s hydrodynamickým měničem, mezi níž a nápravovými převodovkami je vložena redukční převodovka. Ta byla u stroje 805.901 (M 27.001) před jeho zprovozněním vyměněna za jinou, umožňující maximální rychlost 60 km/h. Polské vozy řady MBxd2 měly odlišné redukční převodovky pro rozchod kolejí 1000 a 750 mm. Vůz 805.901 jezdil v Polsku na rozchodu 750 mm, proto byl původně vybaven převodovkou pro maximální rychlost 40 km/h. Dalšími úpravami v souvislosti se zprovozněním v Česku byla úprava spřáhel, nové teplovodní vytápění či dosazení systému pro mazání okolků. V interiéru vozidla se nachází dva velkoprostorové oddíly pro cestující. Uprostřed vozu je nástupní prostor (dveře z obou stran), další dveře se nacházejí v čelních částech vozidla vždy v levé bočnici po směru jízdy.

## Provoz v Česku

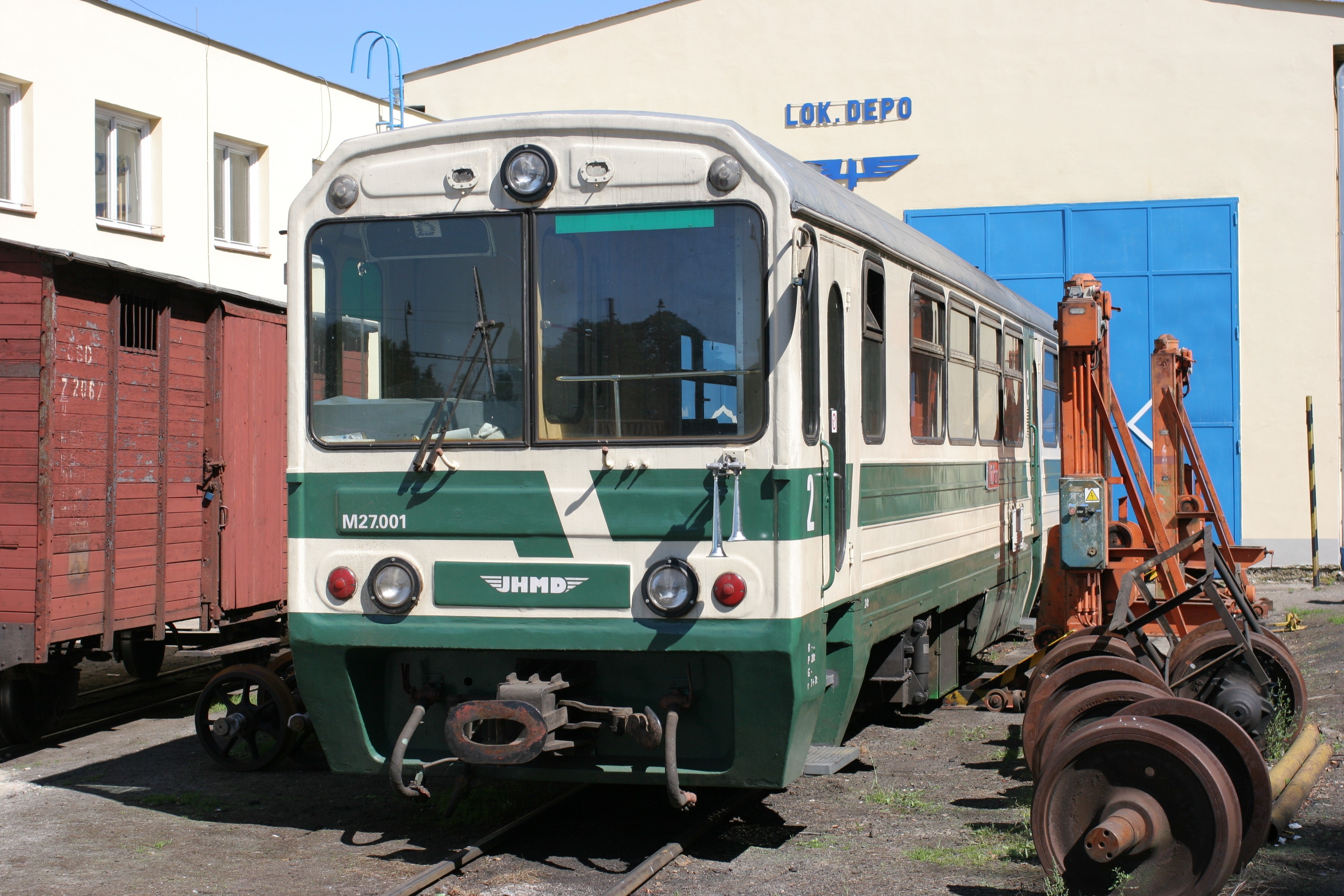
Motorový vůz M 27.001 v původním provedení

JHMD zakoupily v letech 2005 a 2006 čtyři motorové vozy polské řady MBxd2. Dva z nich byly provozovány na rozchodu 1000 mm, dva na rozchodu 750 mm. Vůz provozovatelem označený jako M 27.001 (podle současného schématu označování 805.901) byl veřejnosti představen v původním stavu v září 2006, poté byl rekonstruován a následující rok opět vystaven (absolvoval i krátkou předváděcí jízdu). Na jaře 2008 vykonal technicko-bezpečnostní zkoušky a o něco později byl zařazen do provozu. Stal se tak prvním motorovým vozem na jindřichohradeckých drahách po 45 letech (poslední vůz řady M 21.0 zde dojezdil v roce 1963). Zbylé tři vozy původní polské řady MBxd2 byly ve stavu vraků a čekaly na rekonstrukci.

## Rekonstrukce

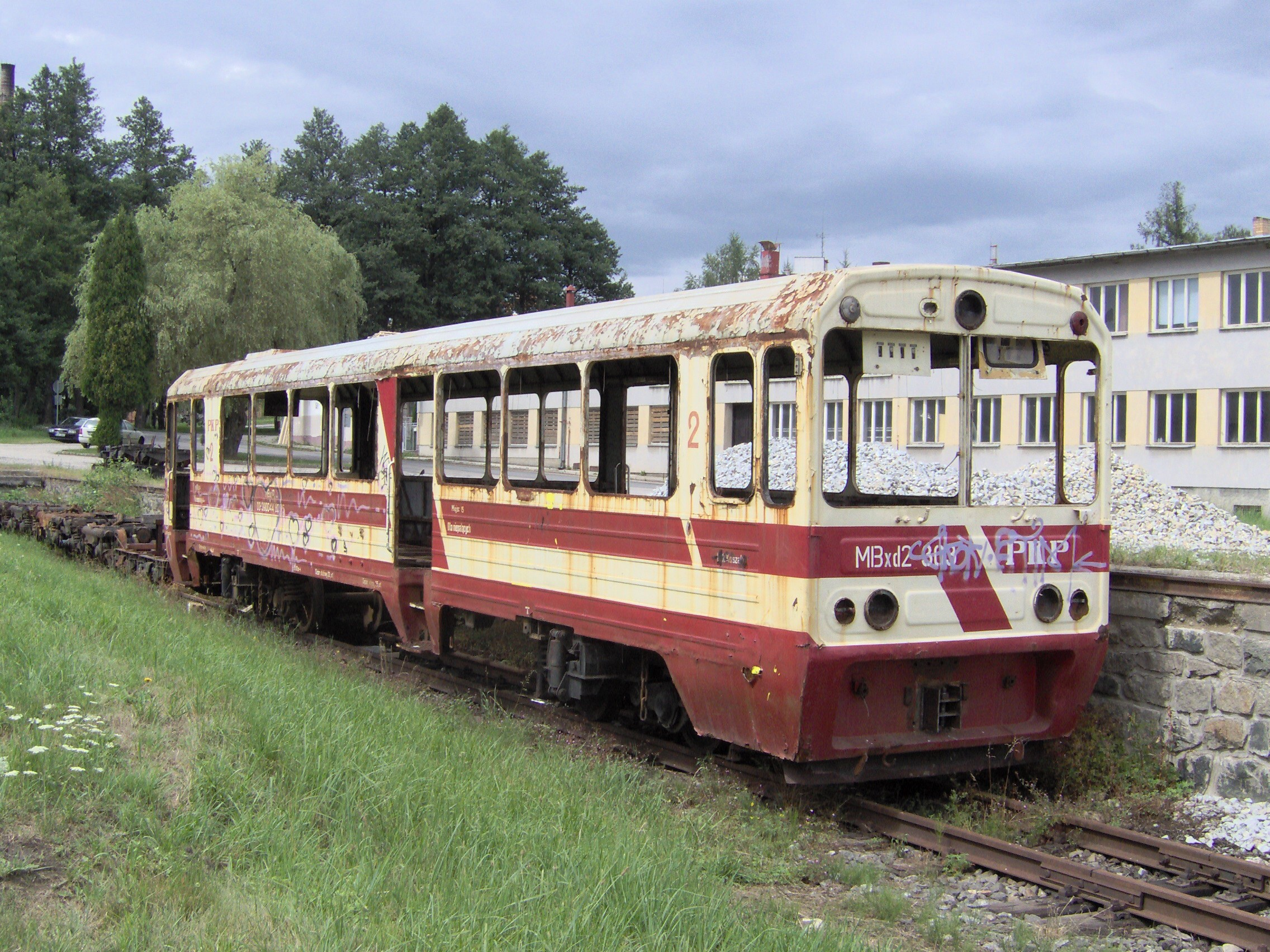
Odstavený vůz MBxd2 303 čekající na rekonstrukci v Kamenici nad Lipou

Na podzim 2012 vyhlásily Jindřichohradecké místní dráhy výběrové řízení na celkovou modernizaci všech čtyř vozů za předpokládanou celkovou částku 62,4 milionů Kč. Vyhrála jej firma 4RAIL, která vozy v květnu 2013 převzala, přičemž dodání rekonstruovaných vozidel bylo naplánováno na přelom let 2013 a 2014.
V dubnu 2014 byl zahájen zkušební provoz prvních zrekonstruovaných vozů. Z původních vozů zůstaly jen rámy a podvozky. Podle návrhu liberecké architektonické kanceláře Mjölk mají vozy kulatá boční okna. Tvůrci chtěli vytvořit netradiční vozidlo a inspiraci prý našli ve starých kresbách z Kamenice nad Lipou, na nichž lidé kreslili, jak bude vypadat vlak za sto let. Vozy si tak získaly přezdívky Hašišbedna, Ponorka nebo Nautilus. Vůz má 32 míst pro cestující, použity byly pruhované sedačky s molitanovou výplní bez opěrek hlavy, původně vyřazené z trolejbusů. Na rekonstrukci vozů měly přispět 33 miliony Kč regionální operační programy Evropské unie, avšak regionální rada dala JHMD podmínku, že vozy musí mít schválení k provozu do konce září roku 2014.
Na přelomu září a října 2014 Drážní úřad schválil provoz těchto modernizovaných vozidel. Protože však podle výpočtů vozová skříň nemá pevnost, jako požadují normy na železniční osobní vozy, byly vozy schváleny jako tramvaj. Jejich provoz by si tak vyžádal výraznou úpravu vnitřních předpisů dráhy, případně i předpisů SŽDC týkajících se splítkového úseku.